# Villa Mumm

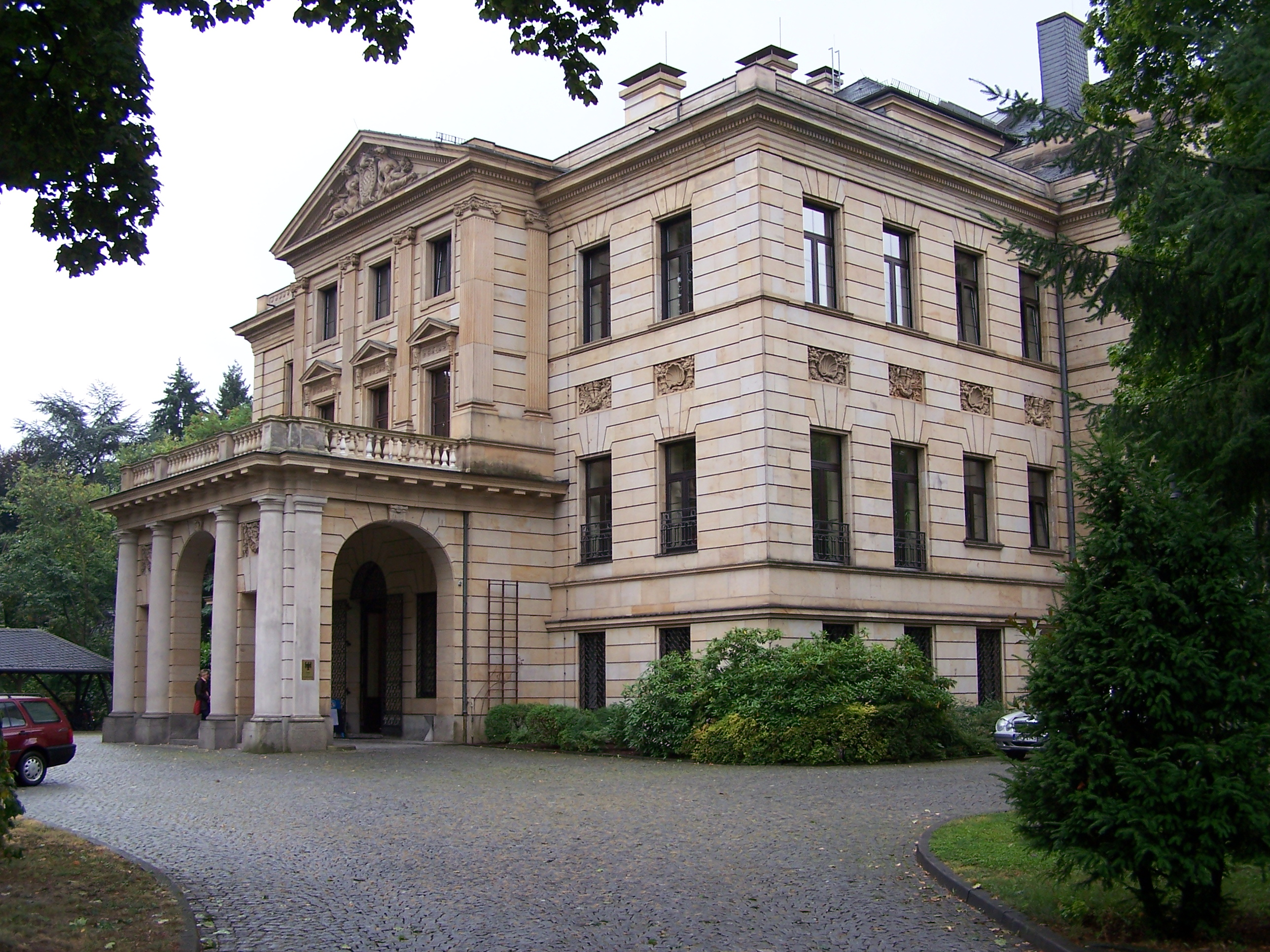
Villa Mumm, Ansicht von Norden

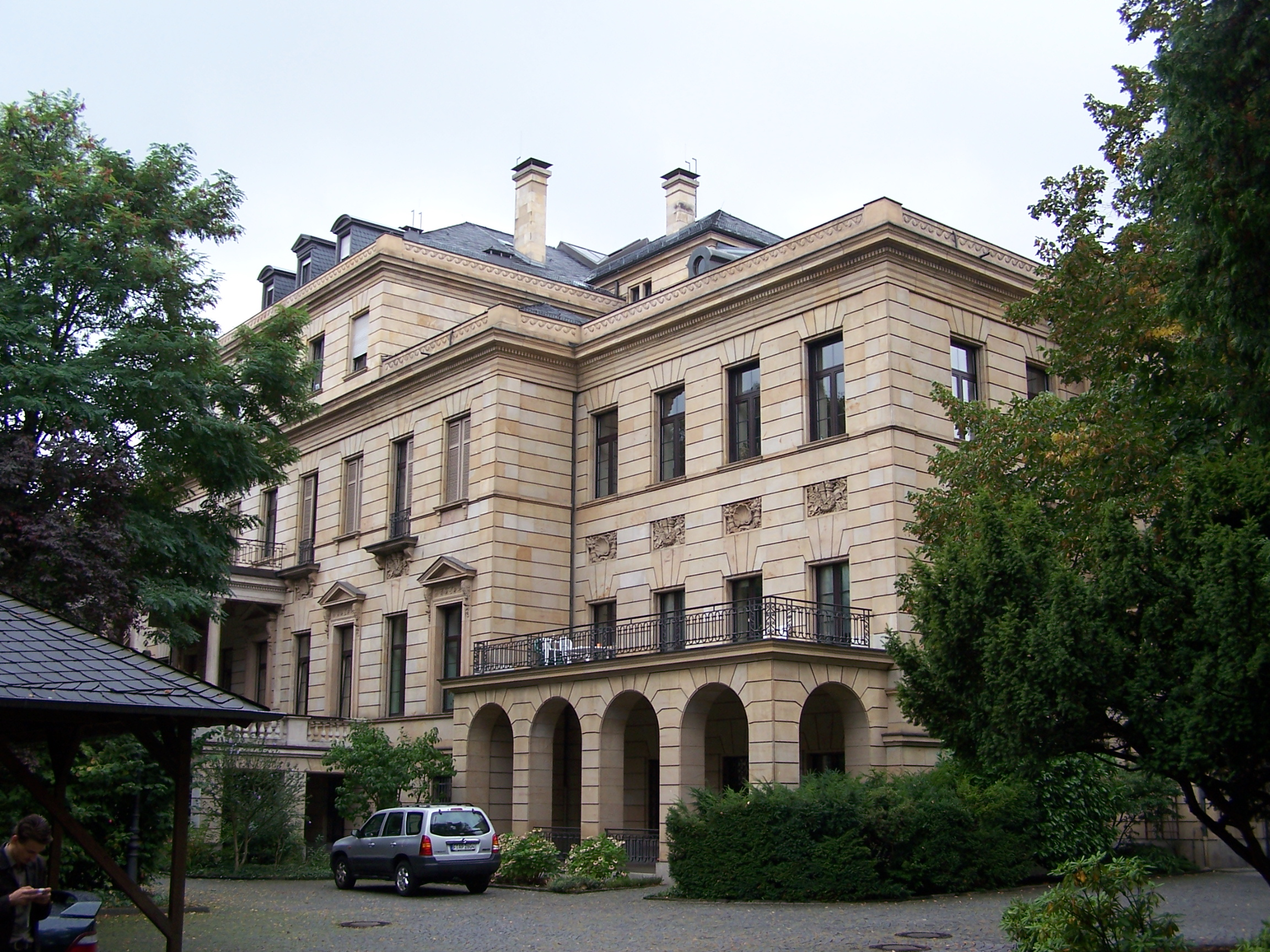
Villa Mumm, Ansicht von Süden

Die Villa Mumm ist ein palaisartiges Gebäude in Frankfurt am Main und heute der Sitz des Bundesamtes für Kartographie und Geodäsie (BKG).

## Lage und Umgebung
Das Gebäude wurde in den Jahren 1902 bis 1904 vom „Champagnerbaron“ Hermann Mumm von Schwarzenstein und seiner Ehefrau Emma, geb. Passavant, in Sachsenhausen auf einem etwa 125.000 m² großen Grundstück am Rand des Frankfurter Stadtwaldes erbaut. Das Tor und das Pförtnerhäuschen lagen an der Forsthausstraße (heute Kennedyallee 151). Inzwischen erfolgt der Zugang zur Villa Mumm über die Richard-Strauss-Allee 11.
Ihr neues Grundstück hatte die Familie im Tausch für ihr an der Einkaufsstraße Zeil/Ecke Brönnerstraße gelegenes Stammhaus erworben. Obwohl sehr technikfreundlich eingestellt, war es ihr dort wegen der vielen Straßenbahnen zu laut geworden. Am früheren Familiensitz wurde dann das Kaufhaus einer belgischen Firma errichtet, später das Kaufhaus Woolworth, zuletzt das Textilkaufhaus Primark.
Das zur Villa gehörige Parkgelände grenzt an die Kennedyallee (B43) und die Richard-Strauss-Allee. Neben der Villa befinden sich auf dem Gelände heute zwei im Jahr 1980 erbaute Bürogebäude sowie mehrere Privathäuser. Die Bürogebäude gehören ebenfalls zum BKG. In der Villa befinden sich die Diensträume des Amtspräsidenten, Sitzungs- und Repräsentationsräume sowie die Kantine.

## Architektur
Der Entwurf stammt von dem dänischen Architekten Aage von Kauffmann, einem Freund der Familie, der sich unter anderem mit dem Bau von herrschaftlichen Villen in Frankfurt einen Namen gemacht hat.
Das Gebäude steht im Zeichen des Historismus und entlehnt Elemente aus Stilen der Renaissance, des Barock und des Klassizismus. Es handelt sich um einen kompakten, symmetrischen Baukörper mit drei Hauptgeschossen. Die äußere Ähnlichkeit zur Alten Oper Frankfurt, die Größe der Villa Mumm (es gibt allein sechs Terrassen) und ihr auf Repräsentation angelegtes Konzept verschafften dem Gebäude den Beinamen „Kleine Oper“.
Die Villa und ihr Park sind heute Kulturdenkmal aufgrund des Hessischen Denkmalschutzgesetzes.

## Nachnutzungen
Von 1904 bis 1926 war das Gebäude Wohnsitz der Familie Mumm von Schwarzenstein. Infolge des Ersten Weltkriegs, der auch zum Verlust der Besitzungen der Familie in der Champagne führte, konnten die Mumms die in den 1930er Jahren drastisch erhöhte Grundsteuer für das Anwesen trotz Mieteinnahmen nicht mehr aufbringen. Die Stadt Frankfurt am Main kaufte 1938 das Anwesen im Auftrag der Wehrmacht, Heeres-Gruppenkommando 2. Ab 14. September 1938 zogen deren Bedienstete in die Villa ein.
Zwischen 1938 und 1945 waren hier Dienststellen der Wehrmacht untergebracht. Diese errichtete einen Bunker unter dem Garten, der auch von der Nachbarschaft genutzt wurde und heute noch erhalten ist. Das Gebäude wurde im Zweiten Weltkrieg beschädigt, aber nicht zerstört. 1945 beschlagnahmte es die Amerikanische Militärverwaltung.
Im Rahmen der Bewerbung Frankfurts als Bundeshauptstadt im Jahr 1949 war die Villa Mumm als Sitz des Bundespräsidenten vorgesehen. Da Bonn das Rennen machte, zogen 1949 die Oberpostdirektion und die Organisation Gehlen (Bundesnachrichtendienst) ein.
1955 wurde das Gebäude vom Institut für Angewandte Geodäsie (IfAG) übernommen, das 1997 in das Bundesamt für Kartographie und Geodäsie übergeleitet wurde. 1991 erfolgte eine grundlegende, aufwändige und denkmalgerechte Restaurierung, bei der vor allem die durch die Nachnutzung verbauten originalen Raumgrundrisse wiederhergestellt wurden.